# Хавалид

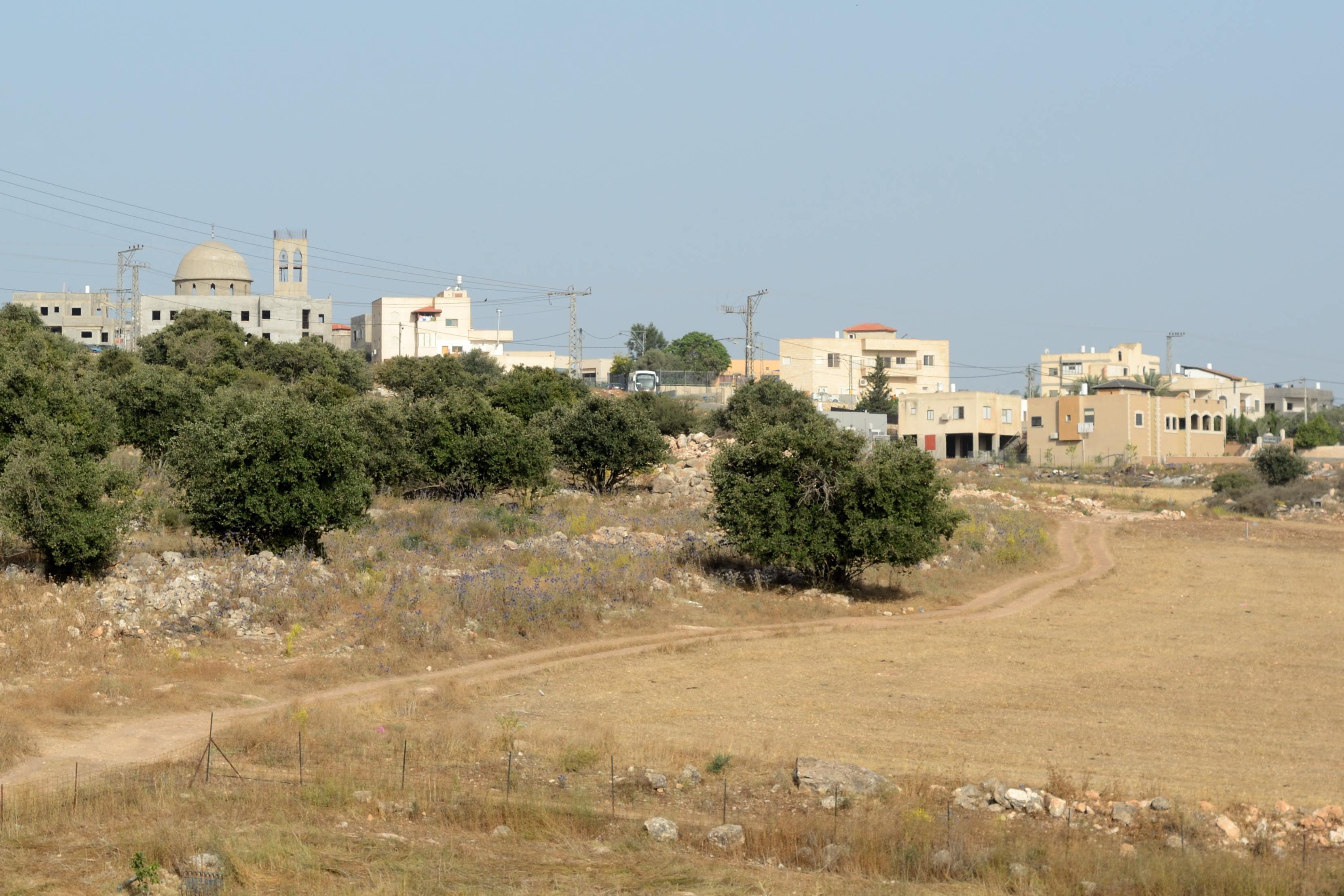
Вид на деревню Хавалид с Израильского национального тракта. Слева видна мечеть.

Хавалид (также Аль-Хавалид или Эль-Хавалид-Мизрах) (ивр. ח'וואלד‎ или ивр. אל-ח'וואלד מזרח‎) — арабская деревня в восточной части Нижней Галилеи.
Расположен на Холмах Алоним в пятистах метрах южнее водотока Нахаль-Ципори. Окружён засевными полями.
Примерно в пятистах метрах восточнее деревни проходит Национальная Израильская тропа (Национальный Израильский тракт или Швиль Исраэль).
Поселение Хавалид было основано ещё в период Британского мандата бедуинами из племени Хавалид (название означает: потомки полководца Халеда бин Эль-Валида). Однако официальное признание поселения состоялось лишь в 1993-м году.
Деревня относится к Хайфскому административному округу и к региональному совету Звулун.
Деревня Хавалид находится на северо-западной оконечности заповедника Алоним.

## Население
По данным Центрального статистического бюро Израиля, население на начало 2020 года составляло 710 человек.